# Gwladys Nocera
Gwladys Nocera (Moulins, 22 mei 1975) is een Franse golfprofessional.

## Loopbaan
Nocera heeft 'International Business' aan de Mexico State University in Las Cruces, Mexico gestudeerd en heeft haar graad behaald. In 2002 wordt zij professional. In 2004, haar eerste seizoen op de Ladies Tour, eindigt zij driemaal in de top-10. In 2005 wordt ze driemaal runner-up, in Thailand, Oostenrijk en Spanje. 
In 2008 won zij de Götenorg Masters met een record lage score van 259.

## Prestaties

### Amateur
- 2002: French International Championship, German International Championship

### Professional
Ladies European Tour
| Nr. | Datum             | Toernooi                   | Score           | Score | Info            |
| --- | ----------------- | -------------------------- | --------------- | ----- | --------------- |
| 1   | 21 mei 2006       | Ladies Swiss Open          | 69-70-63-71=276 | –12   | Eerste profzege |
| 2   | 17 juni 2006      | BMW Ladies Italian Open    | 274             | –14   |                 |
| 3   | 23 juli 2006      | Catalonia Ladies Masters   | 207             | –9    |                 |
| 4   | 10 juni 2007      | KLM Ladies Open            | 201             | –15   |                 |
| 5   | 8 december 2007   | EMAAR-MGF Ladies Masters   | 69-69-72-71=281 | –7    |                 |
| 6   | 3 mei 2008        | Ladies Scottish Open       | 208             | –5    |                 |
| 7   | 8 juni 2008       | ABN AMRO Ladies Open       | 203             | –13   |                 |
| 8   | 24 augustus 2008  | SAS Masters                | 203             | –13   |                 |
| 9   | 21 september 2008 | Göteborg Masters           | 66-62-65-66=259 | –29   |                 |
| 10  | 4 oktober 2008    | Madrid Ladies Masters      | 208             | –11   |                 |
| 11  | 23 juni 2013      | Allianz Ladies Slovak Open | 70-68-71-70=279 | –9    |                 |
| 12  | 3 november 2013   | China Suzhou Taihu Open    | 69-67-65=201    | –15   |                 |
| 13  | 6 december 2013   | Hero Women's Indian Open   | 64-72-72=208    | –11   |                 |
| 14  | 29 maart 2015     | Lalla Meryem Cup           | 68-65-68-70=271 | –13   |                 |

ALPG Tour
| Nr. | Datum           | Toernooi                 | Score        | Score | Info |
| --- | --------------- | ------------------------ | ------------ | ----- | ---- |
| 1   | 1 februari 2009 | New Zealand Women's Open | 71-68-69=208 | –8    |      |

## Prijzen
- LET Order of Merit: 2008

## Landencompetities
Amateur
- Espirito Santo Trophy ( FRA): 2000 (winnaars), 2002

Professional
- Solheim Cup ( EU): 2005, 2007, 2009
- World Cup ( FRA): 2006, 2007, 2008